# Hemerobius tinctus
Hemerobius tinctus là một loài côn trùng trong họ Hemerobiidae thuộc bộ Neuroptera. Loài này được Jarzembowski miêu tả năm 1980.